# Direct Part Marking
DPM (Direct Part Marking) to technologia znakowania bezpośredniego, która wykorzystywana jest w różnych sektorach gospodarki. Polega na nanoszeniu kodu kreskowego (lub innych znaków alfanumerycznych) bezpośrednio na produkty, materiały i podzespoły. Technologia DPM powstała dla potrzeb NASA i początkowo wykorzystywana była do znakowania części promów kosmicznych. Wdrożenie technologii umożliwia między innymi monitorowanie ruchu oznaczonych przedmiotów – od momentu produkcji aż po wycofanie ich z użycia. Tym co wyróżnia metodę trwałego znakowania (DPM) od alternatywnych form znakowania jest jej trwałość (niezniszczalność), odporność na niekorzystne warunki zewnętrzne oraz możliwość zakodowania dużej ilości informacji (do 3600 znaków) na niewielkiej powierzchni.

## Metody DPM
Podstawowe metody znakowania bezpośredniego: 
- wyżłabianie (polega na wyżłabianiu kodu za pomocą twardego grotu; maszyna znakująca uderza precyzyjnie w powierzchnię materiału i kolejnymi uderzeniami wyżłabia na niej kod; metoda określana także jako „dot peening”)
- grawerowanie (polega na grawerowaniu wybranego znaku bezpośrednio na powierzchni przedmiotu, zwykle metalu)
- wypalanie (polega na kierowaniu wiązki lasera na znakowaną powierzchnię, co powoduje zmianę koloru znakowanej powierzchni)
- wytrawianie (polega na znakowaniu przy użyciu odpowiednich szablonów i roztworów chemicznych)
- malowanie (polega na precyzyjnym nanoszeniu na znakowaną powierzchnię kropel specjalnego atramentu)

## Standardy i regulacje
Kody Data Matrix nanoszone bezpośrednio na powierzchnię muszą spełniać standardy międzynarodowe. W Europie i USA jednostką akredytującą jest AIM (Association for Automatic Identyfication and Mobility). Natomiast w Japonii, w której wykorzystuje się głównie kod QR Code, instytucją akredytującą jest JIS (odpowiednik europejskiego AIM)